# Willendorf-Kostjonkicultuur
De Willendorf-Kostjonkicultuur (Engels: Kostenki-Willendorf culture) was een complex van lokale archeologische culturen uit het laatpaleolithicum van Midden-Europa en het Russisch Laagland, gedateerd van 30.000 (beginnend in Oostenrijk en Moravië ) tot 20.000 v.Chr. Het wordt beschouwd als onderdeel van het oostelijke Gravettien. Belangrijke sites zijn Willendorf en Kostjonki-Borsjtsjovo.
Het complex van culturen was verspreid in Moravië, Polen, en de stroomgebieden van de Pripjat, Desna, Boven-Dnjepr en Don. Ze ontwikkelde zich als gevolg van de migratie van stammen uit Moravië langs de valleien van de Wisła, Pripjat en Desna naar de Don, waarbij ze de trek van het wild volgden. Deze migratie van dieren werd veroorzaakt door een plotselinge opwarming van het klimaat.
Een kenmerkende kunstvorm die de cultuur onderscheidde waren de Venusbeeldjes. Het bekendste is de Venus van Willendorf (30.000-27.000 v.Chr.) uit Neder-Oostenrijk. Deze is niet van lokale steen gemaakt, hetgeen duidt op de migratie van stammen uit een ander gebied. 
Op het grondgebied van Rusland bestond in de Don-vallei de Kostjonki-Avdejevacultuur, een lokale cultuur als onderdeel van de Willendorf-Kostjonkicultuur.